# Iberoiulus breuili
Iberoiulus breuili är en mångfotingart som beskrevs av Ceuca 1967. Iberoiulus breuili ingår i släktet Iberoiulus och familjen pärlbandsfotingar. Inga underarter finns listade i Catalogue of Life.